# Alexandre Kinn
Alexandre Kinn est un auteur-compositeur-interprète français, né le 14 mars 1974.

## Biographie
Après des études d'histoire-géographie spécialisées en égyptologie, Alexandre Kinn voyage notamment en Égypte puis à La Nouvelle-Orléans. De retour en France, il joue dans les bars parisiens sous le nom de scène Kinn en hommage à son oncle peintre et marin disparu en mer.
En 2006, il signe son premier contrat avec le label indépendant Interphonics et sort un EP de 6 titres.
En 2008, il sort son premier album Dans la tête d'un homme signé chez la major Universal Music dont le premier single est Aude (Emmène-moi). L'album est réalisé par Bob Coke (Ben Harper) et contient notamment un duo avec Pura Fé. Il collabore également à l'album éponyme de Yael Naim sur la reprise du titre Toxic de Britney Spears.
En 2009, ce passionné de Blaise Cendrars, Jacques Prévert, Céline et Charles Bukowski obtient le prix Charles-Cros des lycéens.
Après 140 dates en France, Belgique et Suisse, Alexandre Kinn tourne comme guitariste avec Sporto Kantes pour 60 dates, pendant la préparation de son second album sur un label indépendant après son départ volontaire d'Universal. 
En 2013, sort son deuxième album Le vent se lève sous le label 17H. L'album écrit au Sénégal est coréalisé avec Olivier Koundouno (arrangeur d'Emily Loizeau). Il est composé de 11 titres dont un duo avec Hugh Coltman. Le premier single est Les folliculaires.

## Discographie

### EP
- 2006 : Aude, J'appartiens, Louis dort, Dans tes yeux, Pour toi (shalala), Dans la tête d'un homme
- 2022 : Pirates

### Singles
- 2008 : Aude (Emmène-moi)
- 2013 : Les folliculaires
- 2014 : C'est beau[9]

## Distinction
- 2009 : Prix Charles-Cros des lycéens